# Kerékpározás az 1900. évi nyári olimpiai játékokon
Az 1900. évi nyári olimpiai játékokon a kerékpározás versenyek két számból álltak, pályaverseny kétezer méteren amelyeket szeptember 11. és 13.között rendeztek, hét ország 72 kerekese részvételével. A 25 kilométeres országúti versenyt szeptember 15-én tartották meg.

## Éremtáblázat
| Az 1900. évi nyári olimpiai játékok éremtáblázata kerékpározásban | Az 1900. évi nyári olimpiai játékok éremtáblázata kerékpározásban | Az 1900. évi nyári olimpiai játékok éremtáblázata kerékpározásban | Az 1900. évi nyári olimpiai játékok éremtáblázata kerékpározásban | Az 1900. évi nyári olimpiai játékok éremtáblázata kerékpározásban | Olimpia  |
| ----------------------------------------------------------------- | ----------------------------------------------------------------- | ----------------------------------------------------------------- | ----------------------------------------------------------------- | ----------------------------------------------------------------- | -------- |
|                                                                   | Ország                                                            | Arany                                                             | Ezüst                                                             | Bronz                                                             | Összesen |
| 1.                                                                | Franciaország (FRA)                                               | 2                                                                 | 2                                                                 | 2                                                                 | 6        |
|                                                                   |                                                                   |                                                                   |                                                                   |                                                                   |          |
| Összesen                                                          | Összesen                                                          | 2                                                                 | 2                                                                 | 2                                                                 | 6        |

## Érmesek
| Az 1900. évi nyári olimpiai játékok érmesei férfi kerékpározásban |                                                    |                                                  |                                                 |
| Versenyszám                                                       | Arany                                              | Ezüst                                            | Bronz                                           |
| sprintverseny 2000 m                                              | Georges Taillandier · Franciaország (FRA) · 2:16.0 | Ferdinand Vasserot · Franciaország (FRA)         | Fernand Sanz · Franciaország (FRA)              |
| 25 kilométer                                                      | Louis Bastien · Franciaország (FRA) · 25:36.2      | Louis Hildebrand · Franciaország (FRA) · 28:09.4 | Auguste Daumain · Franciaország (FRA) · 29:36.2 |